# Kisökrös
Kisökrös (1899-ig Tót-Volova, szlovákul: Slovenská Volová) község Szlovákiában, az Eperjesi kerület Homonnai járásában.

## Fekvése
Homonnától 7 km-re északnyugatra, a Laborc és az Ondava között fekszik.

## Története
1451-ben említik először.
A 18. század végén Vályi András így ír róla: „VOLVA. Tót falu Zemplén Várm. földes Ura Gr. Vandernót Uraság, lakosai katolikusok, és oroszok, fekszik Grosóczhoz 1/2 órányira; határja 3 nyomásbéli, zabot, krompélyt terem leginkább, hegyes, agyagos a’ földgye, erdeje van, szőleje nints, piatza Homonnán.”
Fényes Elek 1851-ben kiadott geográfiai szótárában így ír a faluról: „Volova (Tót), Zemplén vm. tót f. Göröginye fil. 416 kath., 14 zsidó lak., 694 h. szántófölddel. F. u. gróf Vandernath. Ut. p. Nagy-Mihály.”
Borovszky Samu monográfiasorozatának Zemplén vármegyét tárgyaló része szerint: „Kisökrös, azelőtt Tótvolova, tót kisközség 36 házzal és 221 lakossal, kiknek legnagyobb része gör. kath. vallású. Postája Göröginye, távírója és vasúti állomása Homonna. Hajdan Ökörmező volt a neve s e nevet később eltótosították. A homonnai uradalom tartozéka volt s annak sorsában osztozott. Újabbkori birtokosai a Barkóczy, Van Dernáth és Zichy grófok s a Szirmayak voltak; most a gróf Andrássy Sándor birtoka. A faluban nincs templom.”
1920 előtt Zemplén vármegye Homonnai járásához tartozott.

## Népessége
| Év:            | 1994. | 2004.    | 2014.   | 2024.   |
| -------------- | ----- | -------- | ------- | ------- |
| Emberek száma: | 433   | 493      | 541     | 581     |
| Eltérés:       |       | +13,85 % | +9,73 % | +7,39 % |

| Év:            | 2023. | 2024.   |
| -------------- | ----- | ------- |
| Emberek száma: | 577   | 581     |
| Eltérés:       |       | +0,69 % |

1910-ben 227, túlnyomórészt szlovák lakosa volt.
2001-ben 478 lakosából 438 szlovák és 34 cigány volt.
2011-ben 517 lakosából 451 szlovák és 58 cigány.

## Nevezetességei
Szűz Mária Neve tiszteletére szentelt, római katolikus temploma 1973-ban épült.

## Külső hivatkozások
- Községinfó
- Kisökrös Szlovákia térképén
- Travelatlas.sk
- E-obce.sk Archiválva 2008. február 9-i dátummal a Wayback Machine-ben